# ITS Cup
L'ITS Cup è un torneo femminile di tennis che si gioca sul cemento. Il torneo si gioca a Olomouc in Repubblica Ceca dal 2009.

## Albo d'oro

### Singolare
| Anno         | Campionessa                              | Finalista                                | Punteggio                                |
| ------------ | ---------------------------------------- | ---------------------------------------- | ---------------------------------------- |
| 2025         | Ana Sofía Sánchez                        | Gabriela Lee                             | 7-5, 5-7, 6-3                            |
| 2024         | Anna Bondar                              | Su-jeong Jang                            | 6–3, 7–6(4)                              |
| ↑ ITF 75K ↑  |                                          |                                          |                                          |
| 2023         | Darja Semenistaja                        | Lea Bošković                             | 6(6)–7, 6–3, 6–1                         |
| 2022         | Sára Bejlek (2)                          | Lina Gjorcheska                          | 6–2, 7–6(0)                              |
| 2021         | Sára Bejlek (1)                          | Paula Ormaechea                          | 6–0, 6–0                                 |
| ↑ ITF 60K ↑  |                                          |                                          |                                          |
| 2020         | Annullato per la pandemia di coronavirus | Annullato per la pandemia di coronavirus | Annullato per la pandemia di coronavirus |
| 2019         | Ange Oby Kajuru                          | Martina Kudelova                         | 6–3, 6–3                                 |
| 2019         | ↑ ITF 15K ↑                              |                                          |                                          |
| 2019         | Jesika Malečková                         | İpek Soylu                               | 6–3, 6–4                                 |
| ↑ ITF 25K ↑  |                                          |                                          |                                          |
| 2018         | Fiona Ferro                              | Karolína Muchová                         | 6–4, 6–4                                 |
| 2017         | Bernarda Pera                            | Kristýna Plíšková                        | 7–5, 4–6, 6–3                            |
| ↑ ITF 80K ↑  |                                          |                                          |                                          |
| 2016         | Elizaveta Kulichkova                     | Ekaterina Alexandrova                    | 4–6, 6–2, 6–1                            |
| 2015         | Barbora Krejčíková                       | Petra Cetkovská                          | 3–6, 6–4, 7–6(5)                         |
| 2014         | Petra Cetkovská                          | Denisa Allertová                         | 3–6, 6–1, 6–4                            |
| ↑ ITF 50K ↑  |                                          |                                          |                                          |
| 2013         | Polona Hercog                            | Katarzyna Piter                          | 6–0, 6–3                                 |
| 2012         | María-Teresa Torró-Flor                  | Alexandra Cadanțu                        | 6–2, 6–3                                 |
| ↑ ITF 100K ↑ |                                          |                                          |                                          |
| 2011         | Nastassja Burnett                        | Eva Birnerová                            | 6–1, 6–3                                 |
| ↑ ITF 50K ↑  |                                          |                                          |                                          |
| 2010         | Patricia Mayr                            | Julia Mayr                               | 6–2, 6–4                                 |
| ↑ ITF 25K ↑  |                                          |                                          |                                          |
| 2009         | Lucie Kriegsmannová                      | Iveta Gerlová                            | 6(5)–7, 6–2, 6–2                         |
| ↑ ITF 10K ↑  |                                          |                                          |                                          |

### Doppio
| Anno              | Campionesse                                    | Finaliste                                      | Punteggio                                |
| ----------------- | ---------------------------------------------- | ---------------------------------------------- | ---------------------------------------- |
| 2025              | Dalila Jakupović Nika Radišić                  | Rutuja Bhosale Zheng Wushuang                  | 6–4, 6–1                                 |
| 2024              | Amina Anšba Valentini Grammatikopoulou         | Jessie Aney Lena Papadakis                     | 6–2, 6–4                                 |
| ↑ ITF 75K ↑       |                                                |                                                |                                          |
| 2023              | Magdaléna Smékalová Tereza Valentová           | Jibek Kulambaeva Darja Semenistaja             | 6–2, 6–2                                 |
| 2022              | Giulia Gatto-Monticone Sada Nahimana           | Ilona Georgiana Ghioroaie Oana Georgeta Simion | 6–1, 1–6, [10–5]                         |
| 2021              | Jessie Aney Anna Sisková                       | Bárbara Gatica Rebeca Pereira                  | 6–1, 6–0                                 |
| ↑ ITF 60K ↑       |                                                |                                                |                                          |
| 2020              | Annullato per la pandemia di coronavirus       | Annullato per la pandemia di coronavirus       | Annullato per la pandemia di coronavirus |
| 2019              | Pia Lovric Himari Sato                         | Jana Jablonovska Linnea Malmqvist              | 6–4, 0–6, [10–4]                         |
| 2019              | ↑ ITF 15K ↑                                    |                                                |                                          |
| 2019              | Anastasia Dețiuc Johana Marková                | Jesika Malečková Chantal Škamlová              | 6–3, 4–6, [11–9]                         |
| ↑ ITF 25K ↑       |                                                |                                                |                                          |
| 2018              | Petra Krejsová Jesika Malečková                | Lucie Hradecká Michaëlla Krajicek              | 6–2, 6–1                                 |
| 2017              | Amandine Hesse Victoria Rodríguez              | Michaela Hončová Raluca Georgiana Șerban       | 3–6, 6–2, [10–6]                         |
| ↑ ITF 80K ↑       |                                                |                                                |                                          |
| 2016              | Ema Burgić Bucko Jasmina Tinjić                | Katharina Lehnert Anastasiya Shoshyna          | 7–5, 6–3                                 |
| 2015              | Lenka Kunčíková Karolína Stuchlá               | Cindy Burger Kateřina Vaňková                  | 1–6, 6–4, [12–10]                        |
| 2014              | Petra Cetkovská Renata Voráčová (3)            | Barbora Krejčíková Aleksandra Krunić           | 6–2, 4–6, [10–7]                         |
| ↑ ITF 50K ↑       |                                                |                                                |                                          |
| 2013              | Renata Voráčová (2) Barbora Záhlavová-Strýcová | Martina Borecká Tereza Malíková                | 6–3, 6–4                                 |
| 2012              | Inés Ferrer Suárez Richèl Hogenkamp            | Julija Bejhel'zymer Renata Voráčová            | 6–2, 7–6(4)                              |
| ↑ ITF 100K ↑      |                                                |                                                |                                          |
| 2011              | Michaëlla Krajicek Renata Voráčová (1)         | Julija Bejhel'zymer Elena Bogdan               | 7–5, 6–4                                 |
| ↑ ITF 50K ↑       |                                                |                                                |                                          |
| 2010              | Sandra Klemenschits Patricia Mayr              | Iveta Gerlová Lucie Kriegsmannová              | 6–3, 6–1                                 |
| ↑ ITF 25K ↑       |                                                |                                                |                                          |
| 2009              | Iveta Gerlová Darina Šeděnková                 | Martina Borecká Martina Kubičíková             | 6–4, 6–2                                 |
| ↑ ITF 10K event ↑ |                                                |                                                |                                          |